# Cessna 206

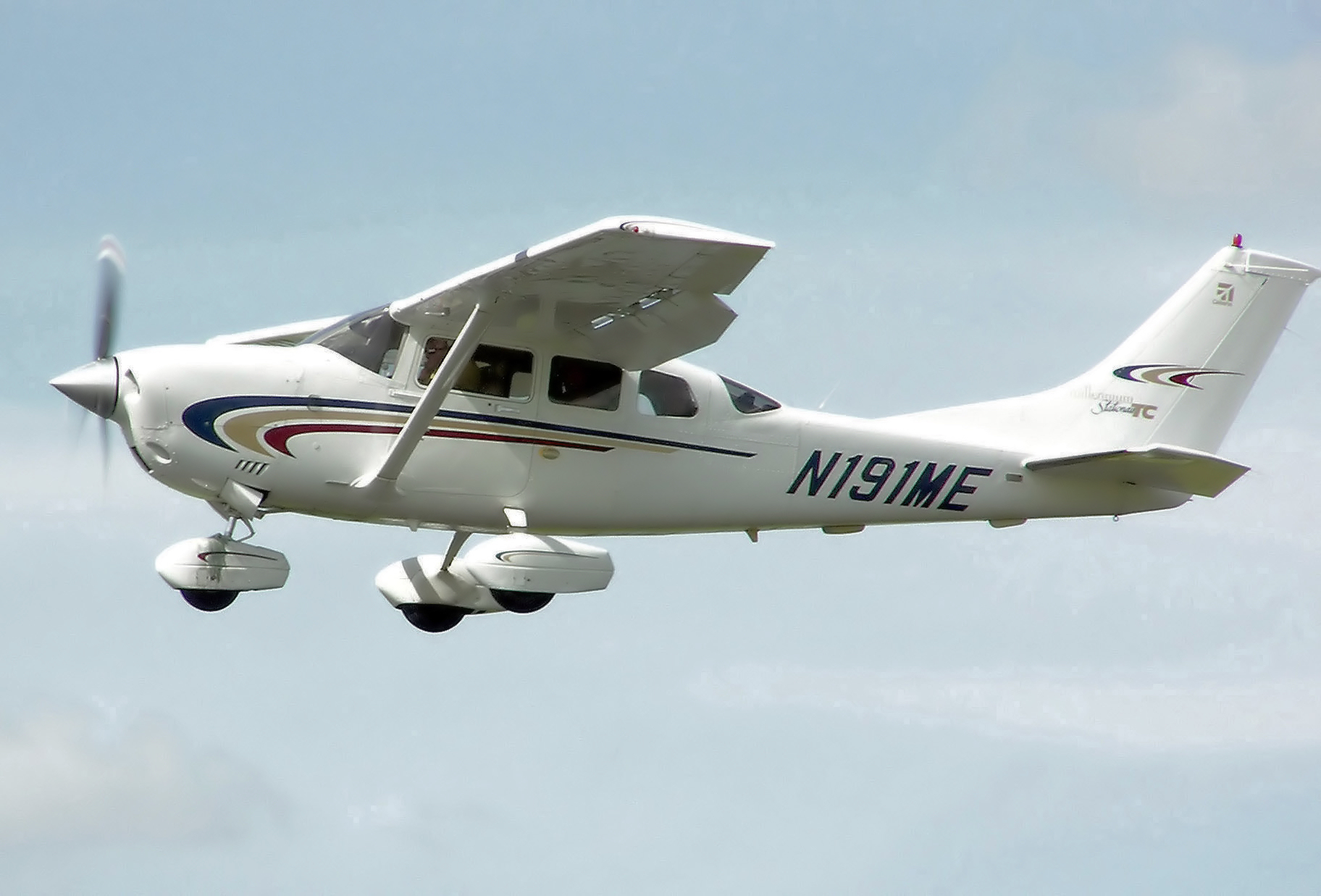
Cessna 206 Stationair

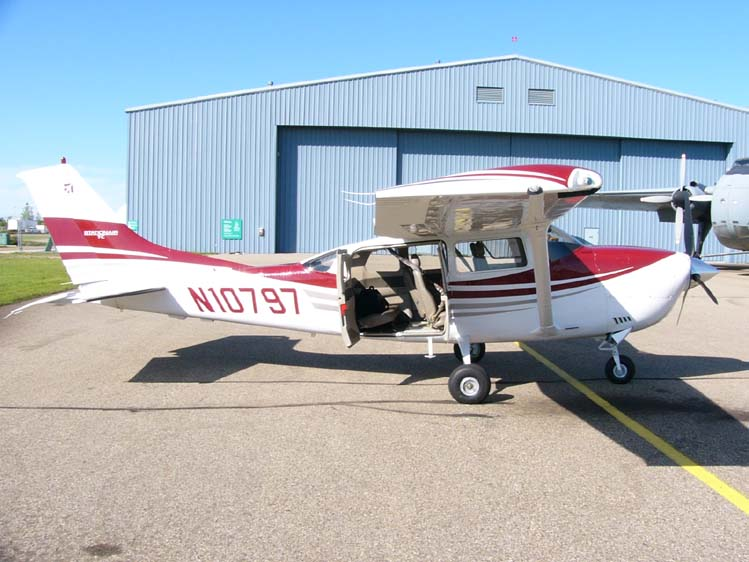
Cessna T206H Stationair met dubbele vrachtdeur.

De Cessna 205, 206 en 207, beter bekend als de stationair (en verkocht onder de namen: Super Skywagon, Skywagon en Super Skylane), is een Amerikaans eenmotorig hoogdekker utilitair vliegtuig met vast landingsgestel. Het toestel, een directe afgeleide van de Cessna 210 Centurion, werd geïntroduceerd in 1962. Totaal zijn er, inclusief alle varianten, door vliegtuigfabrikant Cessna meer dan 8509 exemplaren van gebouwd. Het vliegtuig is nog steeds in productie.
Het vliegtuig biedt plaats aan zes personen. De combinatie van een krachtige motor, robuuste constructie en een ruime cabine maakt van de Stationair een populaire bushplane. Maar het wordt ook vaak ingezet voor andere doeleinden: luchtfotografie, parachutespringen en licht transport. Het toestel kan worden uitgerust met (amfibische) drijvers en ski’s.

## Belangrijkste varianten
Cessna 205Originele zeszitter productieversie uit 1962. De 206 was een Cessna 210 met een vast landingsgestel. Uitgerust met een  Continental IO-470-S zescilinder boxermotor met 260 pk (190 kW).
Cessna 206Zeszitter model gebouwd van 1964-1986. Kwam in 1998 (tot op heden) weer in productie.
Cessna U206De “U” staat voor “utility”. Met een deur aan de pilootzijde en een grote dubbele deur voor de achterste twee stoelrijen, geschikt voor ‘oversized’ vrachtstukken. Gemotoriseerd met een 285 pk (213 kW) Continental IO-520-A zescilinder motor. Ook geleverd als TU206 met een turbogeladen motor. Verkocht onder de naam Super Skywagon en Stationair.
Cessna P206Passagiersversie met passagiersdeuren aan beide kanten, zoals bij de Cessna 210. Uitgevoerd met een Continental IO-520-A motor  van 285 pk (213 kW). Verkocht onder de naam Super Skylane.
Cessna 206HZeszitter gebouwd tussen 1998 en 2013. Met de deuren hetzelfde als de U206. Uitgerust met een Lycoming IO-540-AC1A motor van 300 pk (220 kW). Ook geleverd als T206H met een 310 pk turbogeladen motor. Verkocht onder de naam Stationair.
Cessna 207Met 114 centimeter verlengde 206 met 7-8 zitplaatsen en meer bagageruimte. Uitgerust met een Continental IO-520-F motor met 300 pk (220 kW). De 207 wordt voornamelijk gebruikt door luchttaxi bedrijven. 626 stuks gebouwd tussen 1969 en 1984.

## Specificaties
- Type: Cessna 206H Stationair
- Fabriek: Cessna
- Bemanning: 1
- Passagiers: 5
- Lengte: 8,61 m
- Spanwijdte: 10,96 m
- Hoogte: 2,83 m
- Vleugeloppervlak: 16,3 m²
- Leeg gewicht: 987 kg
- Maximum gewicht: 1633 kg

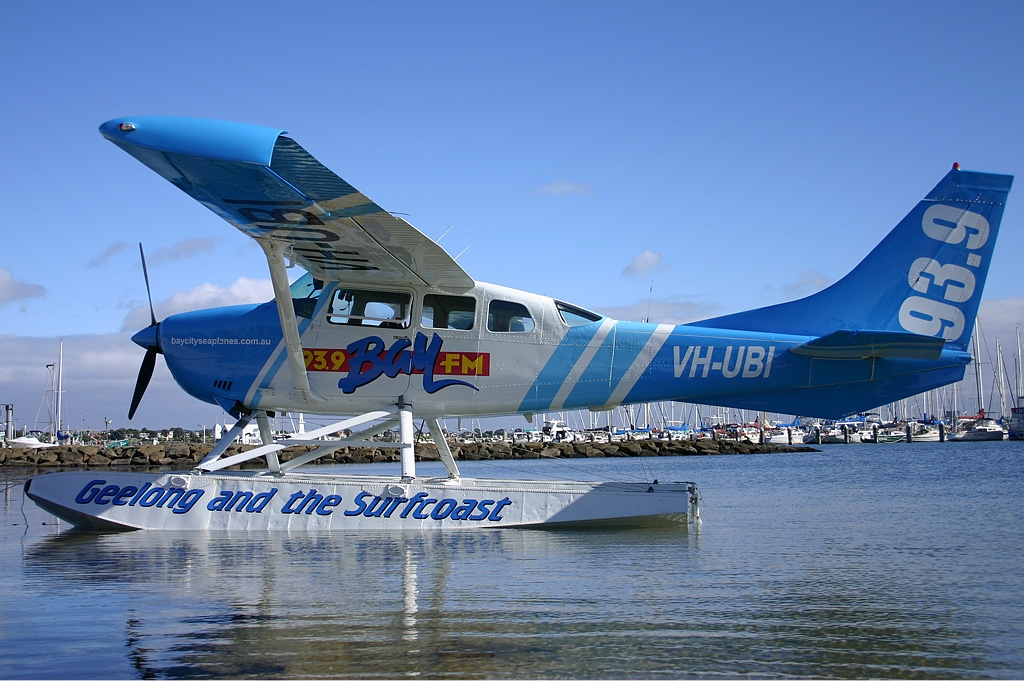
Cessna 206H Stationair uitgerust als watervliegtuig met drijvers

- Motor: 1 × Lycoming IO-540-AC1A luchtgekoelde boxermotor, 300 pk (220 kW)
- Propeller: Drieblads McCauley constant-speed propeller
- introductie: 1962
- Aantal gebouwd: 8509+ (1962-1986 en 1998-heden)

Prestaties:
- Maximumsnelheid: 280 km/u op zeeniveau
- Kruissnelheid: 262 km/u op 1900 m (75% vermogen)
- Overtreksnelheid: 101 km/u, flaps neer
- Klimsnelheid: 5 m/s
- Plafond: 4800 m
- Vliegbereik: 1350 km